# Las Heras (Mendoza)
Las Heras è una città della provincia di Mendoza, in Argentina, situata nella parte settentrionale dell'area metropolitana della capitale provinciale, la Gran Mendoza. La città conta più di 180 000 abitanti ed è capitale del dipartimento omonimo che si estende fino al confine con il Cile e che comprende nel proprio territorio l'Aconcagua, la vetta più alta del continente americano.
La città è contigua a Mendoza, in direzione nord lungo Avenida San Martín. L'area comprende la piccola catena montuosa di El Challao, nella quale si trovano acque termali.
Las Heras prende il nome dal Generale Juan Gregorio de Las Heras, eroe della guerra d'indipendenza argentina. Esiste una località omonima nella provincia di Santa Cruz, nella Patagonia meridionale.